# Малакофагия

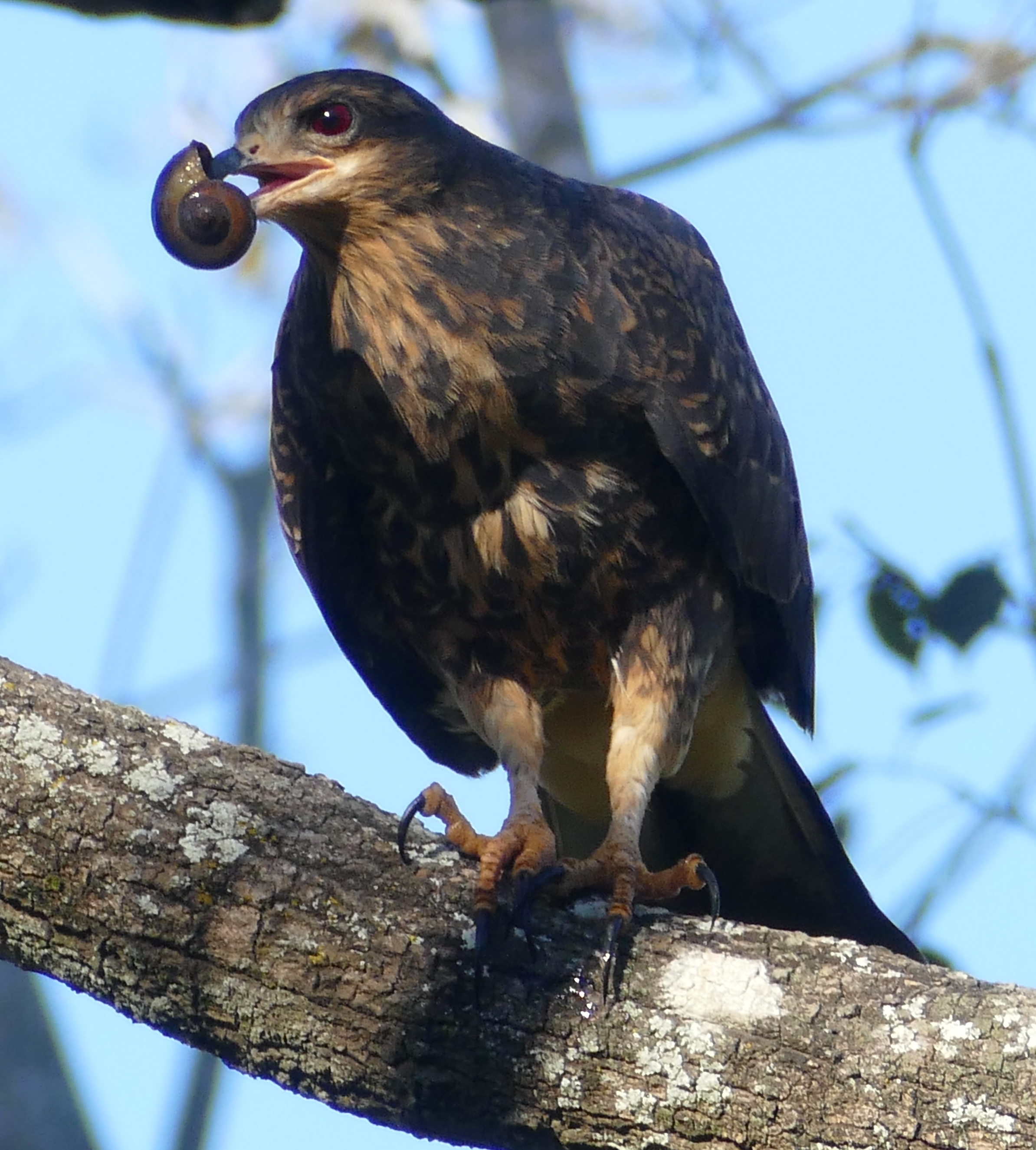
Коршун-слизнеед — специализированный малакофаг, питающийся почти исключительно улитками ампулляриями

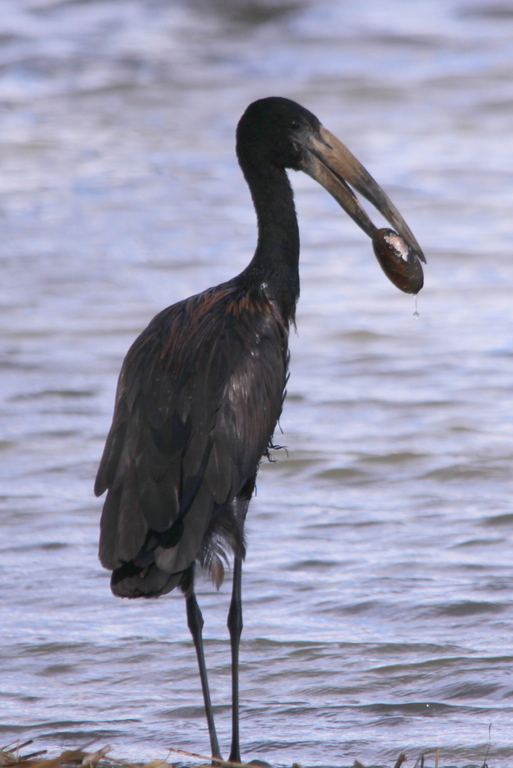
Аисты-разини также специализированные моллюскоеды, имеющие форму клюва, приспособленную для извлечения моллюсков из раковин

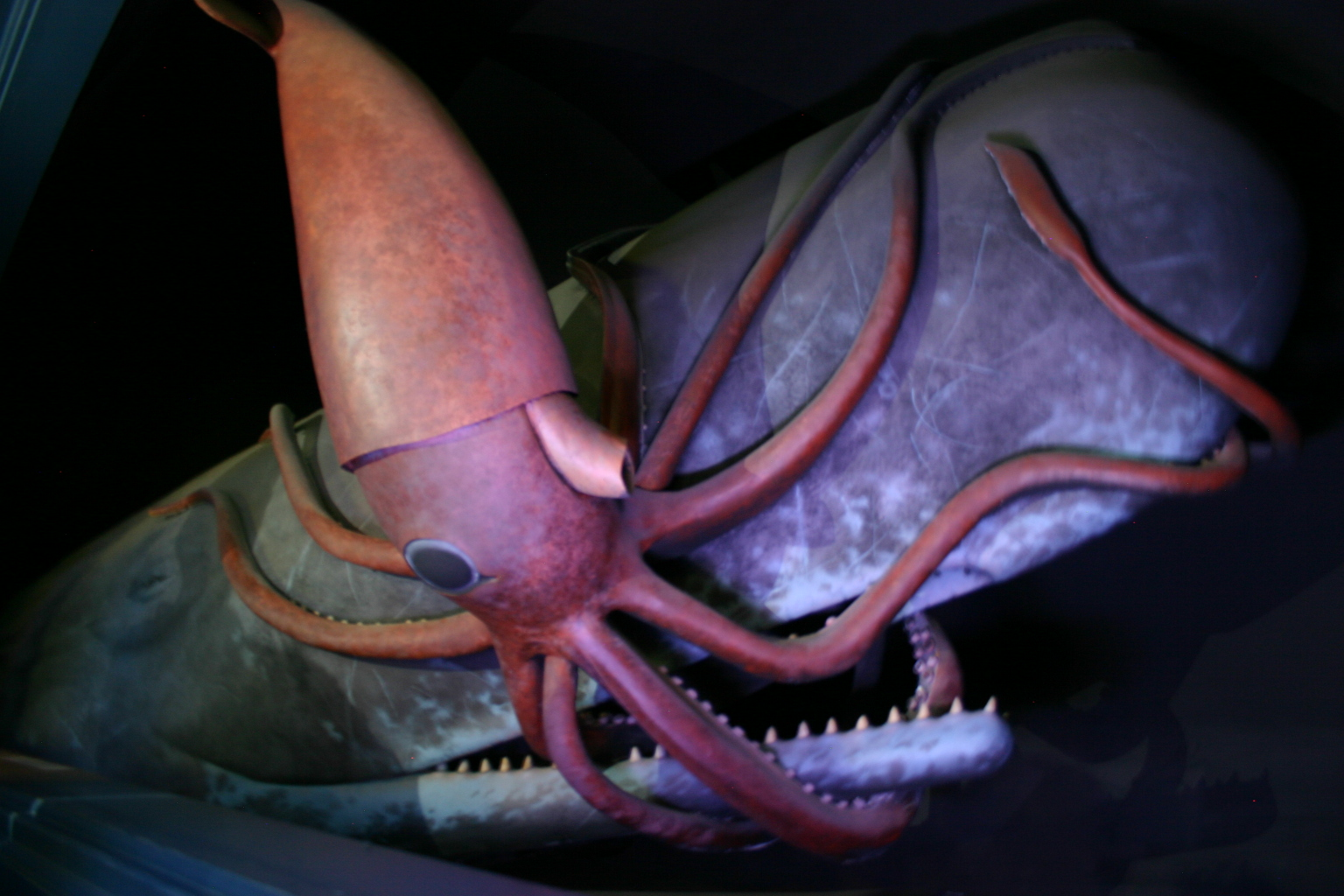
Основу рациона кашалота составляют кальмары и другие головоногие моллюски

Малакофагия — специализированная форма питания и пищевого поведения некоторых позвоночных и беспозвоночных животных, охотящихся и питающихся моллюсками.

## Моллюски как пища других организмов

### Питание слизью моллюсков
Инфузории рода Myxophilum и клещи Riccardoella limacum в составе семейства Ereynetidae обитают в слизи наземных моллюсков и питаются ею. В Африке обитает род эпизойных мух, также ведущий подобный образ жизни.

### Питание мертвыми моллюсками
Мёртвыми моллюсками питается гораздо большее количество организмов. Из флоры к ним относятся сапрофитные бактерии и грибы. В эту же группу относятся многочисленные виды животных. В первую очередь, сами же моллюски: например представители родов Lymnaea, Radix и другие.
Большое число видов жуков-мертвоедов, а также некоторые навозники и стафилиниды. Наибольшее количество животных, питающихся мертвыми моллюсками среди двукрылых. Среди них имеются даже специализированные группы, питающиеся исключительно трупами моллюсков, например Philosepedon humeralis (Psychodidae) и представители рода Paraspiniphora (Phoridae). Большинство же двукрылых сравнительно случайно питается на гниющих моллюсках, но может развиваться и в других разлагающихся веществах.

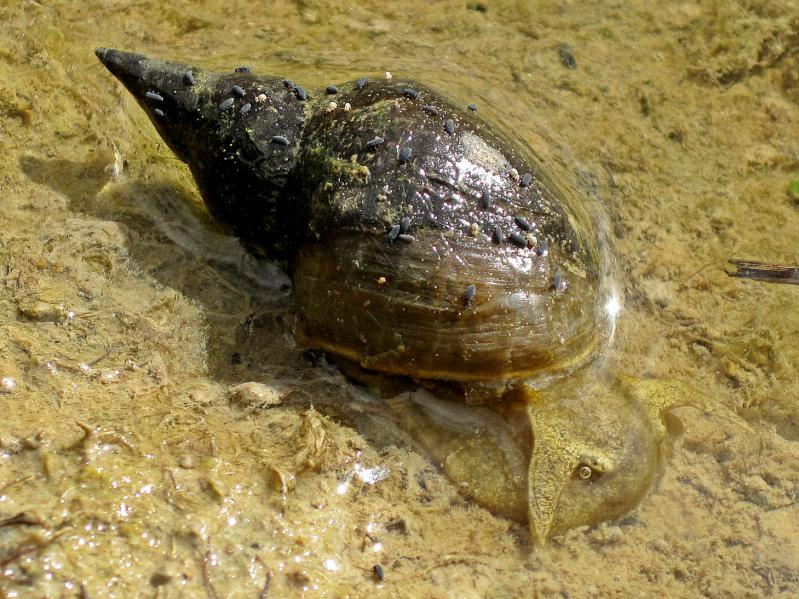
Большой прудовик
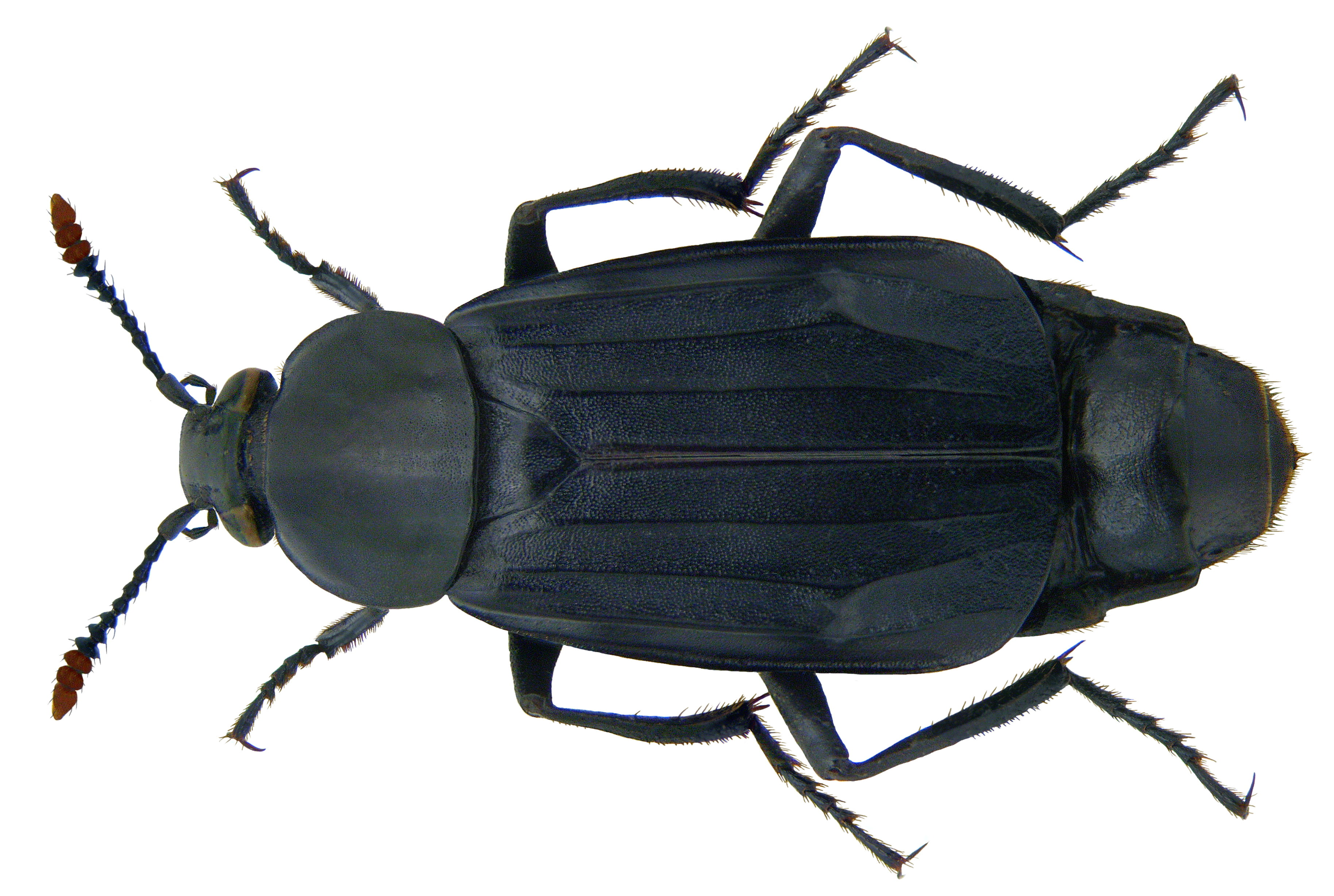
Трупоед чёрный
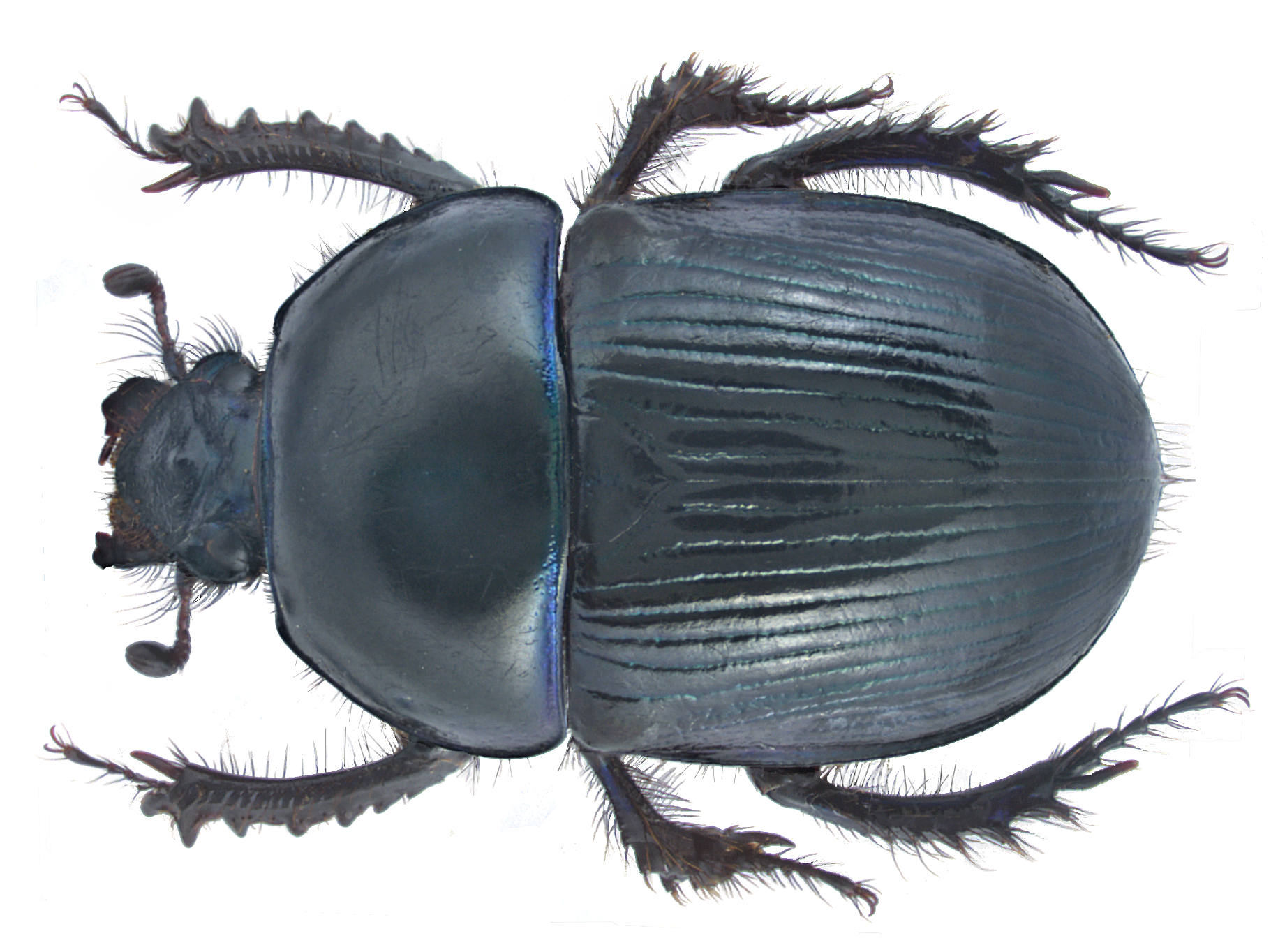
Навозник обыкновенный

### Питание живыми моллюсками
Огромное количество видов животных, относящихся к самым различным систематическим группам являются хищниками моллюсков. Степень их воздействия на численность моллюсков различна и зависит от того, в какой степени эти виды-хищники приурочены к питанию моллюсками.
Принято различать три категории хищников, питающихся живыми моллюсками:
- облигатные малакофаги (приурочены к питанию только моллюсками или главным образом моллюсками);
- факультативные малакофаги (в рационе которых моллюски являются закономерным компонентом);
- акцидентальные малакофаги (в рационе которых моллюски встречаются более или менее случайно).

Облигатных малакофагов относительно мало, факультативных малакофагов значительно больше, а акцидентальные малакофаги представлены значительным количеством видов, к которым относится большинство хищников-полифагов из различных групп
животных.

#### Облигантные малакофаги
Пиявка Glossiphonia heteroclita питается моллюсками, а у более крупных видов способна проникать в их легочную полость и становится, таким образом, внутренним паразитом.
Среди паукообразных выделяются сенокосцы, питающиеся слизнями небольшой величины и раковинными моллюсками — представители родов Phenacolimax, Nesovitrea, мелкие Oxychilus.
Среди насекомых моллюсками специализированно питаются некоторые жуки (Coleoptera).
К ним относятся представители семейства жужелиц (Carabidae), в частности жуки рода Carabus , например крымская жужелица, кавказская жужелица и многие другие. К малакофагам также относятся жужелицы из родов (подродов) Acoptolabrus, Coptolabrus, Damaster и др. Как взрослые жуки, так и их личинки питаются, в основном, слизнями и наземными брюхоногими моллюсками. Мощные мандибулы жуков способны раздробить раковину даже крупных моллюсков, по направлению от устья к середине. Ввиду преимущественно округлой формы раковин наземных моллюсков, их разгрызание начинается устья, и лишь узкие раковины (семейство Clausiliidae), крупные жужелицы могут обхватить мандибулами и раскусить в любом месте. Мелкие жужелицы-малакофаги, например, слизнееды (Chlaenius), на берегах водоемов поедают выброшенных на берег живых либо мёртвых пресноводных улиток с тонкостенной раковиной и широким устьем.
Личинки крупных водолюбов (Hydrophilidae), например, Hydrous piceus питаются крупными водными моллюсками.
Специализированные охотники за моллюсками имеются среди представителей семейства мертвоедов (Silphidae), например Ablattaria cribrata, Phosphuga atratа, мертвоед-моллюскоед (Ablattaria laevigata) и другие. Они обливают моллюсков своей слюной, характеризующейся протеолитическими свойствами, разбавляя её анальной секрецией для получения достаточного количества жидкости.
Некоторые жуки из семейства мягкотелок (Cantharidae), например Drilus concolor, как на стадии имаго так и личинки питаются исключительно живыми наземными моллюсками. Сперва кусают свою жертву и постепенно поедают её, одновременно заползая в раковину.
Личинки жуков-светялков (Lampyridae) питаются, главным образом, наземными моллюсками, в раковинах которых часто укрываются сами. Могут нападать иногда на жертв в 20 раз тяжелее себя и убивать их ядом при укусе.
Среди двукрылых (Diptera) также имеются облигатные малакофаги: семейство Sciomyzidae. Личинки представителей семейства ведут водный образ жизни, например роды Dictya, Sepedon, вид Tetanocera ferruginosay и наземный — в сырой почве, например род Sciomyza. Водные личинки отыскивают моллюсков и убивают, поедая их, после чего покидают недоеденные остатки. Наземные личинки большую часть времени живут внутри раковины своих жертв, питаясь живым моллюском, а затем — его мертвыми останками; так личинка развивается за счёт 1—2 моллюсков.
Многие хищные водные брюхоногие моллюски питаются другими брюхоногими либо двустворчатыми моллюсками (например, представители семейства конусы, мурексы и т. д.). Например, представители рода рапаны (Rapana) являются активными хищниками, питающимися двустворчатыми мелкими моллюсками, например, мидиями и устрицами, раковины которых они открывают при помощи своей сильной мускульной ноги. Молодые рапаны с помощью своего покрытого зубчиками языка-сверла делают отверстия в раковинах своих жертв и раскрывают их.

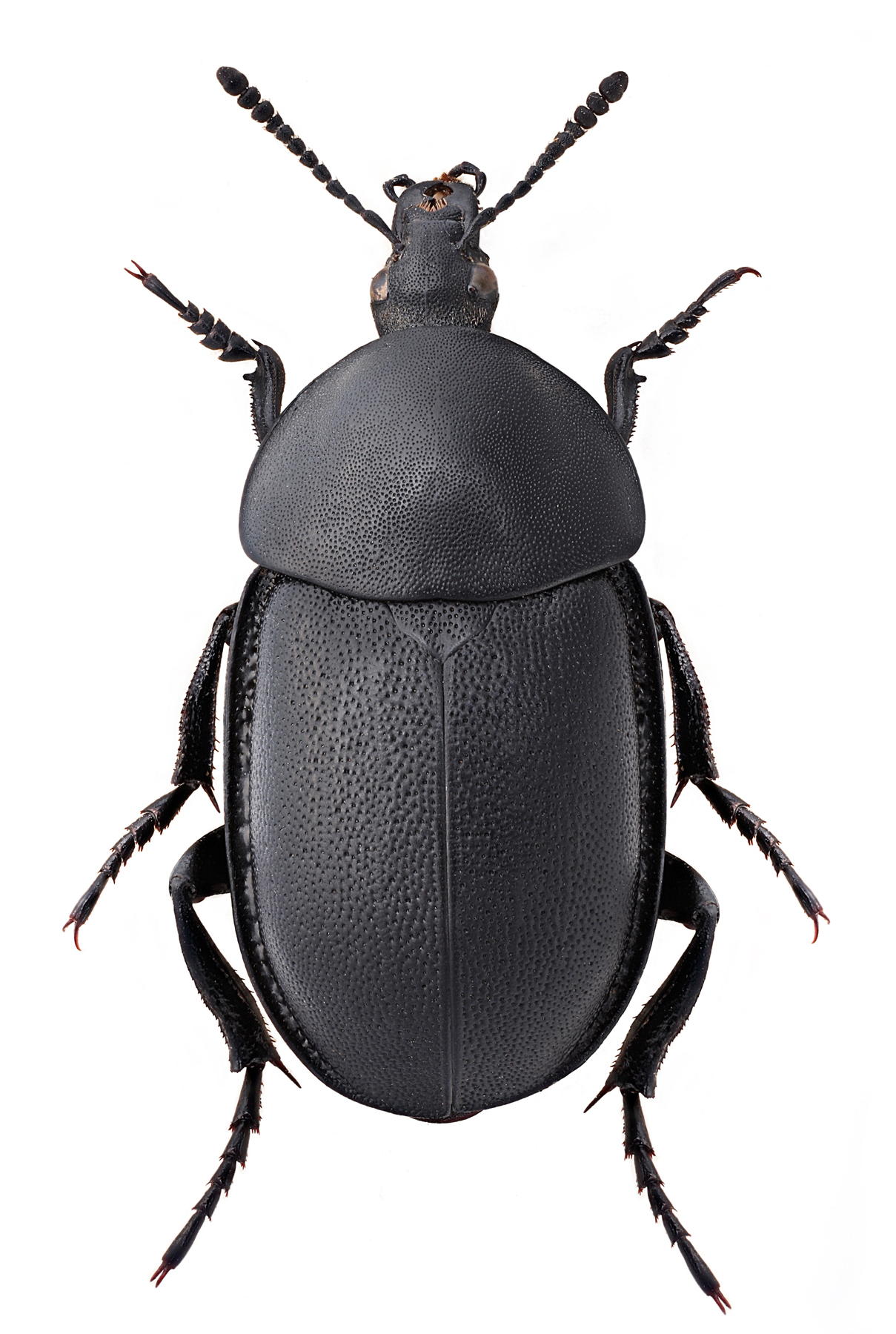
Мертвоед-моллюскоед
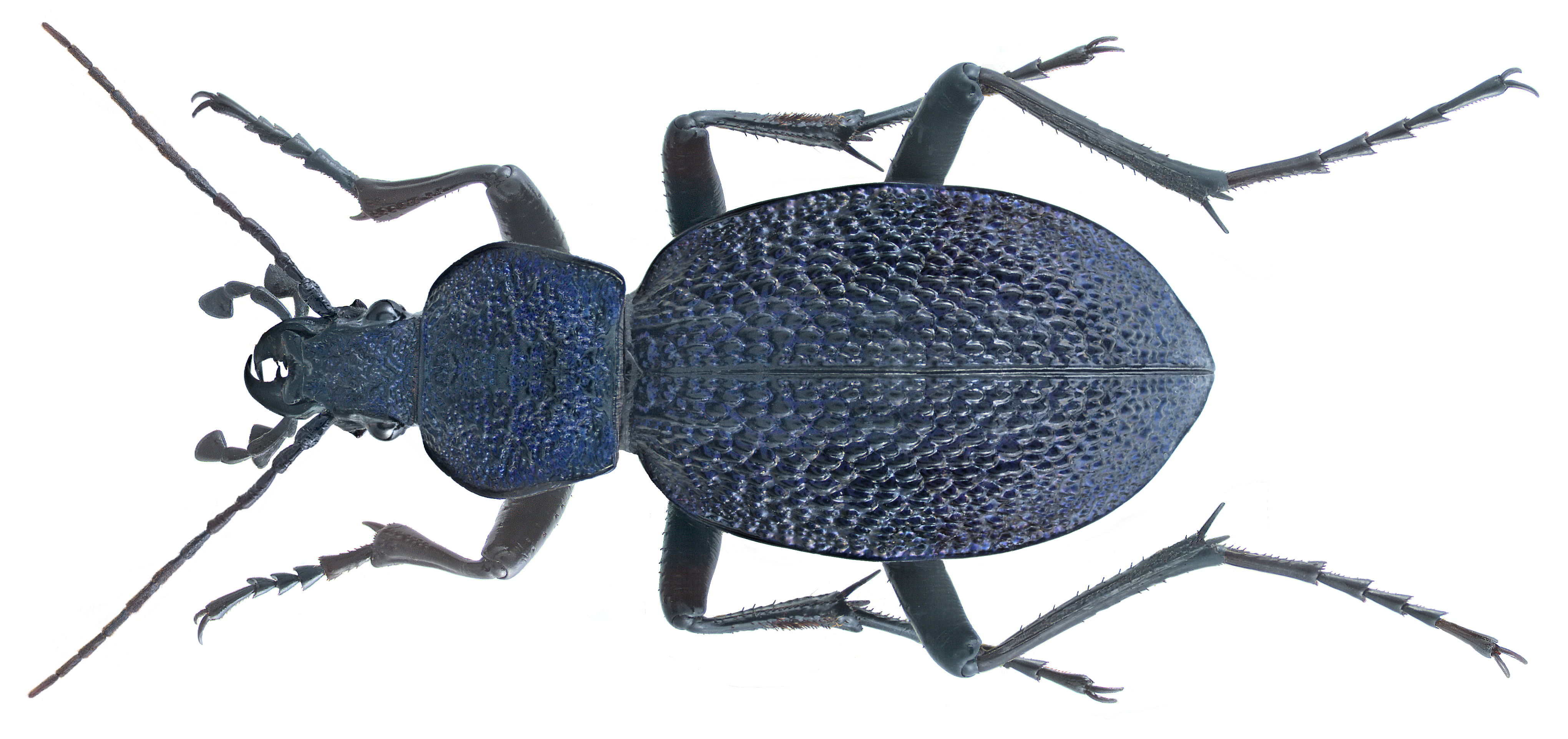
Крымская жужелица
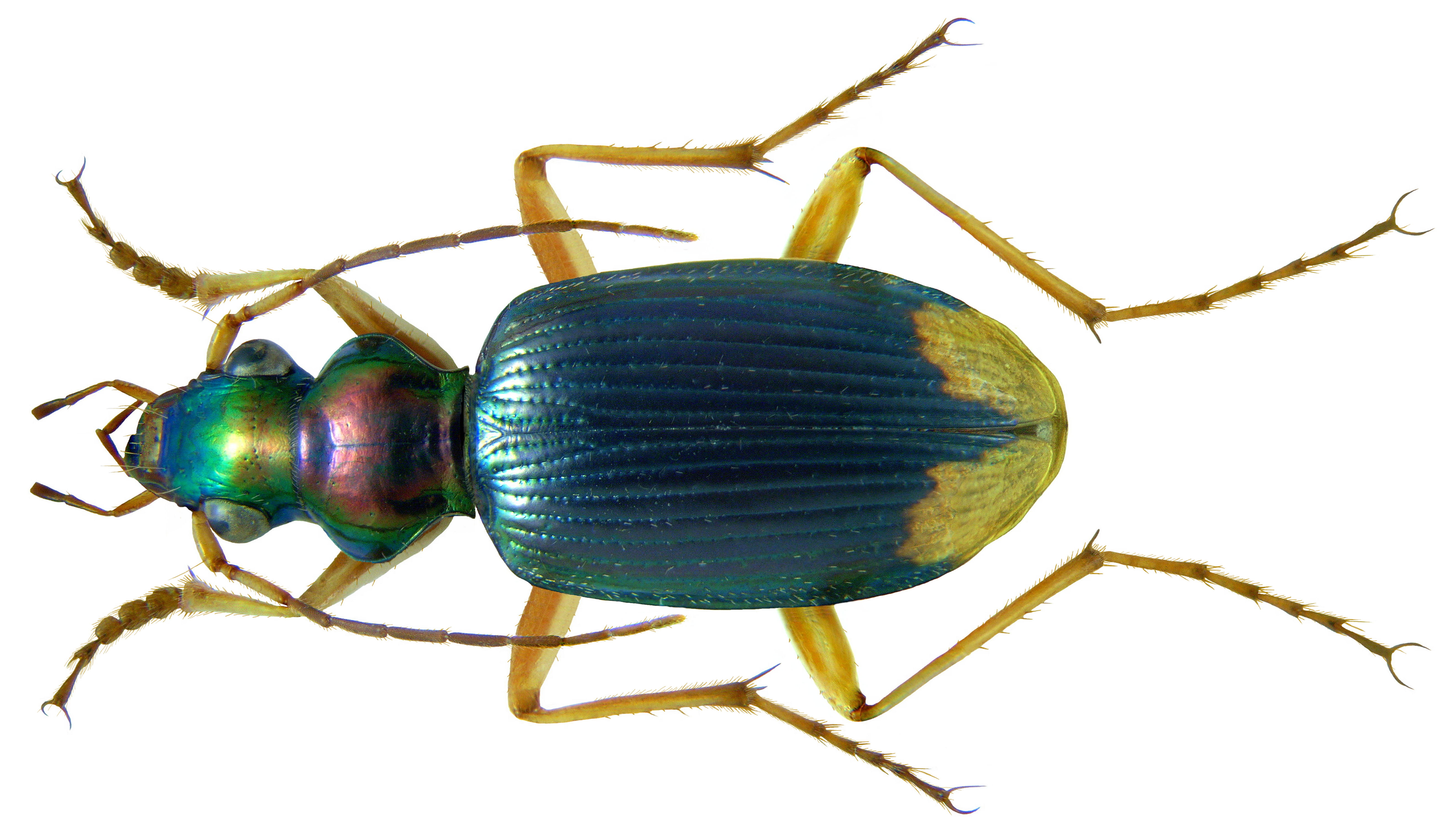
Chlaenius apicalis
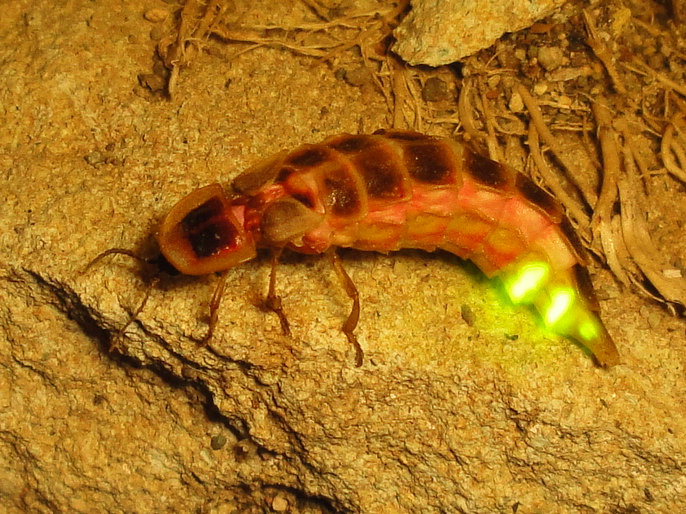
Светялк Photuris lucicrescens
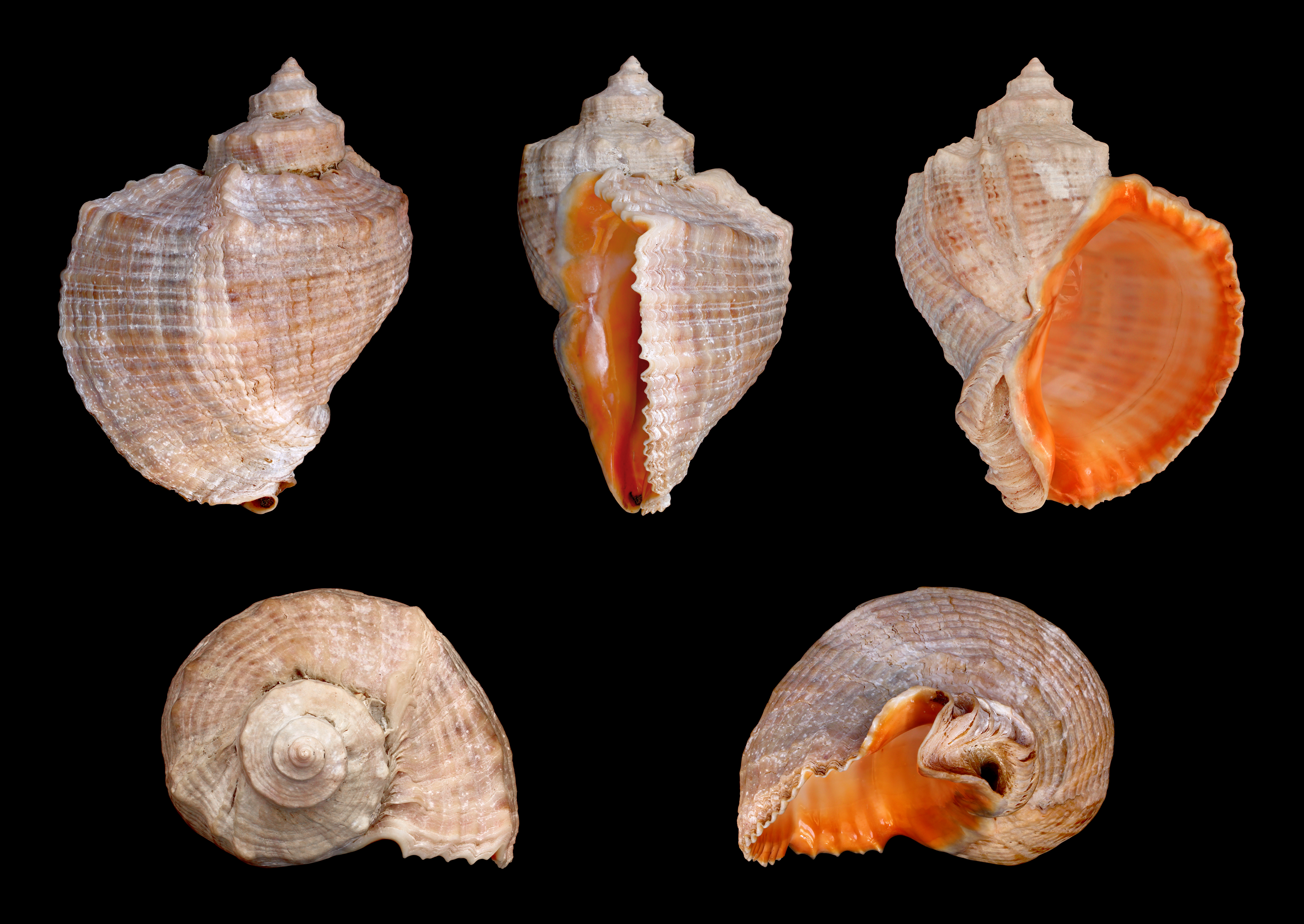
Раковина Венозной рапаны